# Tragedy Khadafi
Percy Chapman (nascido em 13 de agosto de 1971 em Queens, Nova Iorque, Estados Unidos), conhecido pelo nome artístico de Tragedy Khadafi e antigamente conhecido como Intelligent Hoodlum, é um rapper americano e produtor musical originário dos conjuntos habitacionais do Queensbridge no Queens, Nova Iorque, que gerou  artistas como Cormega, Mobb Deep, Capone-N-Noreaga, Nas e muitos outros. Seu nome é uma referência ao antigo ditador da Líbia, Muammar al-Gaddafi.

## Discografia

### Álbuns de estúdio
| Informação                                                                                                   |
| --- |
| Intelligent Hoodlum - Lançamento: 1990 - Gravadora: A&M/Records                                              |
| Tragedy: Saga of a Hoodlum - Lançamento: 22 de junho de 1993 - Gravadora: Tuff Break/A&M/PolyGram            |
| Against All Odds - Lançamento: 5 de junho de 2001 - Gravadora: Gee Street/V2/BMG Records                     |
| Still Reportin'... - Released: October 21, 2003 - Gravadora: Solid Records                                   |
| Thug Matrix - Lançamento: October 4, 2005 - Gravadora: FastLife Records                                      |
| The Death of Tragedy - Lançamento: June 19, 2007 - Gravadora: Traffic Entertainment/25 To Life Entertainment |
| Thug Matrix 3 - Lançamento: September 20, 2011 - Gravadora: 25 To Life Aura/Money Maker Entertainment        |
| Pre Magnum Opus - Lançamento: December 16, 2014 - Gravadora: 25 To Life Aura                                 |
| The AuraPort - Lançamento: November 11, 2016 - Gravadora: Independente                                       |

### Coletâneas
- Q.U. Soldier - 12 de fevereiro de, 2008
- Blood Ballads - 17 de abril de 2006
- Thug Matrix 2 - 9 de maio de 2006
- Thug Matrix 41-18 - 2008
- Hood Father - 2011

### Álbuns em colaboração
- 1998: Iron Sheiks EP (com Imam Thug como Iron Sheiks)
- 2005: Black Market Militia (com Killah Priest, Timbo King, Hell Razah e William Cooper como Black Market Militia)
- 2009: Lethal Weapon (with Trez)
- 2012: Militant Minds EP (com Blak Madeen)
- 2013: Golden Era Music Sciences (com Tragic Allies as 7 G.E.M.S.)